# فیرد

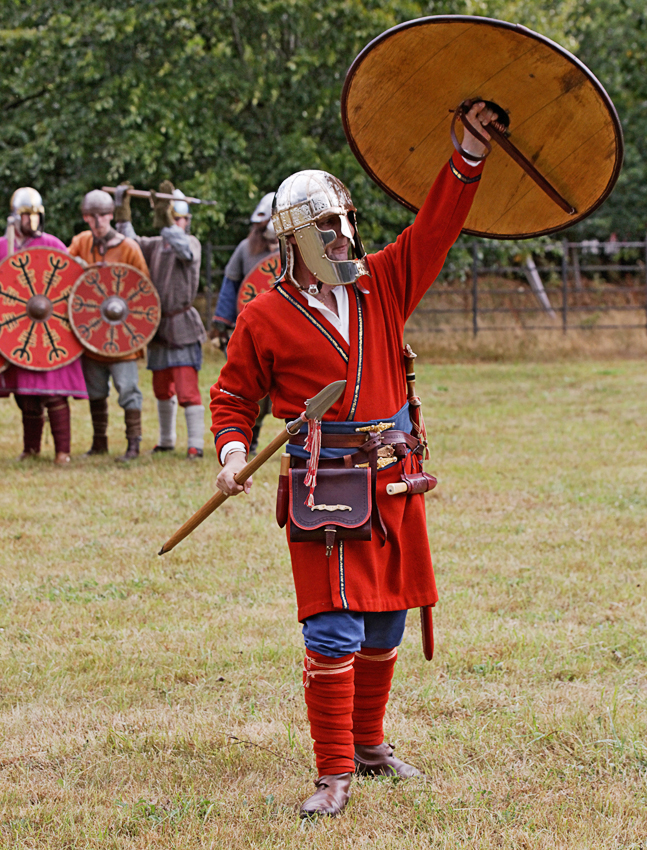
نمایی از شبیه‌سازی مدرن یک‌جنگجوی آنگلوساکسون قرنِ هفتمی (فیرد)

فیرد (انگلیسی باستان :fyrd) در تاریخ آنگلوساکسون انگلستان به آزادمردان هر شهرستان که برای خدمت فراخوانده می‌شدند گفته می‌شد.
فیردها برای تمام مدت جنگجو نبودند. آنها زمانی فراخوانده می‌شدند که پادشاه به آنها نیاز پیدا می‌کرد و گردآوری آنها به این دلیل بود که می‌توانستند در جنگ سودمند باشند.